# Libnotes willowsi
Libnotes willowsi är en tvåvingeart som först beskrevs av Alexander 1936.  Libnotes willowsi ingår i släktet Libnotes och familjen småharkrankar. Inga underarter finns listade i Catalogue of Life.